# Black Box Revelation
Black Box Revelation is een rockband uit België, opgericht in 2005 door zanger/gitarist Jan Paternoster en drummer Dries Van Dijck.

## Geschiedenis
Voordat Jan Paternoster en Dries Van Dijck Black Box Revelation oprichtten, zaten ze in het lokale groepje The Mighty Generators, samen met Christophe Marquez en Jans broer Tim Paternoster. Jan Paternoster besloot solo te gaan maar richtte kort daarna met Van Dijck een nieuwe band op, aanvankelijk Thickfreakness genaamd, naar het gelijknamige album van The Black Keys, maar al snel veranderde de naam naar Black Box Revelation.
Het eerste grote debuut werd gemaakt op "Het Kampioenschap van Brussel" in 2005, waar ze meteen de 2de plaats wisten te behalen. Hun garagerock met bluesroots sloeg aan bij het publiek en een jaar later werden ze tweede op Humo's Rock Rally, na The Hickey Underworld. De band kreeg vrij veel airplay op Vlaamse Jongerenzender Studio Brussel met hun single 'Kill for Peace' en de dankzij Poppunt (100% puur) opgenomen song 'Fighting with the Truth'.
In de zomer van 2007 stond de band op Dour Festival (14 juli) en Pukkelpop (16 augustus), twee van de meest prestigieuze festivals in België.
Hun album Set Your Head On Fire (2007) bevat vier radiohits ('I Think I like You', 'Gravity Blues', 'Set your head on fire' en 'Never Alone/Always Together') die snel naar de top van de plaatselijke hitlijst De Afrekening, een lijst samengesteld enkel door stemmen uitgebracht door de luisteraars van Studio Brussel, klommen.
Dit album kreeg aandacht aan de andere kant van de oceaan. The New York Times wijdde na het uitbrengen van het eerste album al snel een eerste artikel aan de groep, waar ze als volgt werden beschreven:
The Black Box Revelation is two Belgian teenagers, Jan Paternoster on guitar and Dries van Dijck on drums, whose debut album, “Set Your Head on Fire” (Beverly Martel/T for Tunes), stomps its way toward garage-rock and proto-punk, with Mr. Paternoster yowling like Iggy Pop or Mick Jagger and calling for love. Every so often they strip the music down to something slow and bluesy. But the Black Box Revelation isn’t purely retro. They are just as happy with a drum-machine beat and a heap of overdubbed percussion, as long as the music makes its happy, trashy crash.
Dankzij hun goede contacten in de States (zoals de producer van hun album Greg Gordon uit Los Angeles en Peter Afterman) kregen ze al gauw de mogelijkheid om via Afterman hun lied en videoclip van "I Think I Like You" in het stadion van het Major League Baseball team The Pittsburgh Pirates voor en na elke match te laten spelen.
Eind juni 2008 volgde er een tournee door de VS, met optredens in Los Angeles, San Francisco en New York. Verder speelden ze ook op Rock Werchter en Pukkelpop in de zomer van 2008. In het najaar speelden ze in het voorprogramma van de Europese dEUS-tournee.
In 2009 deden ze het voorprogramma van the Eagles of Death Metal (Europese tournee), Ghinzu (in Frankrijk) en in december 2009 ook Anouk (Sportpaleis en vier keer Ahoy). De clubtoer 2009 in België (Minnemeers-Gent, Depot-Leuven, Trix-Antwerpen, De Zwerver-Leffinge) was volledig uitverkocht. Black Box Revelation speelde in 2009 ook nog op meerdere festivals zowel in binnen- als buitenland: Paleo, Cactus, Pukkelpop, Gentse Feesten, Pukema Rock, Casa Blanca, Leffingeleuren, Lokerse Feesten. Het optreden in Pukkelpop werd door Humo als beste concert van Pukkelpop editie 2009 beschouwd en kwam in november 2009 uit op dvd. Op Pukkelpop ontving het duo een gebroken platina plaat (15.000 legale cd's verkocht en 15.000 illegaal gedownload).
In december 2009 is het fotoboek 'Black Box Revelation: All Areas' door Eddy Petroons verschenen. Dit boek geeft een foto-overzicht van een jaar op pad met de band.
In mei 2009 werd de nieuwe single 'High on a Wire' uitgebracht, als voorsmaakje op het nieuwe album. High on a wire haalde met gemak de eerste plaats van De Afrekening. In december 2009 kwam de tweede single 'Do I Know You' uit, de opbrengst van deze single ging tijdens de Music For Life-week integraal naar het goede doel.
Het tweede album 'Silver Threats' kwam uit op 1 februari 2010 in meer dan 20 landen (onder andere België, Frankrijk, Duitsland, Nederland, Rusland, UK, Japan ...). Twee weken na verschijnen stond 'Silver Threats' van Black Box Revelation al op 1 in de album-hitlijst van Ultratop.
De derde single was 'Sleep While Moving'.
'Love Licks' werd de vierde single uit 'Silver Threats' en kwam 16 augustus 2010 uit. De groep wou bij de sexy tekst en groove van 'Love Licks' een bijpassende clip om hun imago als sexy rockers te verstevigen.
Op 4 maart 2010 verkochten ze voor de eerste keer de AB uit en ook de rest van de Belgische clubtoer was succesvol. Zo speelde ze ook in een uitverkochte Vooruit (Gent), HofterLoo (Antwerpen) en twee keer in het Depot (Leuven). In 2010 waren de grote festivals aan de beurt: Rock Werchter (Pyramid Marquee), Pukkelpop (Marquee), Pinkpop (Converse-stage), Pukema Rock, Leffingeleuren, Lokerse feesten, Sziget, Jazz Montreux, Les Ardentes, Papillion du nuits ...
Ze speelden in het voorprogramma van The raveonettes, Iggy pop, The death weather.
Begin 2011 trokken Jan en Dries naar LA, Hollywood om samen met Alain Johannes het derde album 'My Perception' op te nemen. Deze derde cd kwam in Europa uit in oktober 2011 bij PIAS en werd 12 juni 2012 ook uitgebracht in de VS bij Merovee Records. Hiermee zijn zij een van de eerste Belgen die de kans kregen om te tekenen bij een Amerikaans label.
De eerste single uit het nieuwe album is 'Rattle My Heart' en kwam uit op 1 juni 2011
In juni 2011 toerden de jongens een hele maand door de VS, met de tournee 'BUZZ to Bonnaroo', twee shows op het prestigieuze Bonnaroo Music Festival en in het voorprogramma van de Meat Puppets. In het najaar van 2011 toerden ze ook met Beady Eye, Girl In A Coma en The Morning After Girls door de VS. Tussendoor verkochten ze in november twee keer de Ancienne Belgique uit.
Het drukke toerschema ging in 2012 gewoon verder met een tournee door Europa die startte met opnieuw twee uitverkochte AB's en eindigde met een uitverkochte Vooruit, een tournee door VS met Jane's addiction, en nogmaals Meat puppets en Girl in a Coma.
Op 11 juni 2012 waren ze te gast bij David Letterman's Late Show.
De festivalzomer van 2012 bracht hen langs Bonaroo, Rock Werchter, Puntpop, Hurricane festival, Southside festival, Rock Herk, Cactusfestival, Dour, Lokerse Feesten, Leffingeleuren, Rock Ternat, Summerfest en Wardin' Rock.
Na drie jaar stilzwijgen kondigde het duo op 16 oktober 2015 het nieuwe studioalbum Highway Cruiser aan. Met 'Gloria' en 'War Horse' kwamen ze met het integrale album als nummer één binnen in de Vlaamse Ultratop 50. Op 30 september werd een livealbum gereleased met een selectie nummers die live werden opgenomen op Cactus, Couleur Café en Rock Werchter.
Het openingsnummer 'Madhouse' van hun album 'My Perception' was te horen in het vijfde seizoen van Californication.
Verder werd Black Box Revelation's muziek ook gebruikt voor Sons of anarchy, Vampire Diaries, Teen Wolf en True Blood.
In het najaar van 2017 zorgden ze voor de muzikale partij in de voorstelling Stand Down van het toneelgezelschap Bloet.
In oktober 2018 brachten ze het album 'Tattooed Smiles' uit. Er werd voor enkele nummers samengewerkt met rapper Roméo Elvis en Seasick Steve. De plaat werd gevolgd door een tournee in België en Nederland. In 2019 speelden ze o.a. op Pukkelpop, Rock Werchter, Festival Dranouter. In 2021 traden ze op onder andere op Werchter Parklife, Rock Herk en het Ronquières Festival.
De band tourde in 2022 aan de Westkust van de Verenigde Staten. In september 2022 werd 'Wrecking Bed Posts' uitgebracht, de eerste single uit het nieuwe album dat in het voorjaar van 2023 verscheen. Ze traden op in Hasselt tijdens De Warmste Week in december 2022.
In maart 2023, een jaar na het overlijden van Taylor Hawkins speelden ze in het Sportpaleis als eerbetoon My Hero van Foo Fighters, begeleid door honderd drummers.
Op 31 maart 2023 kwam het zesde album Poetic Rivals uit. Het album werd opgenomen in Londen in de studio van Andy Savour. In april gaven ze twee uitverkochte shows in de AB, later dat jaar volgden optredens in Nederland en België. In de zomer van 2023 speelden ze op Gladiolen, stonden op de Main Stage van Rock Werchter, in de Dance Hall op Pukkelpop en op Festival Dranouter. 

## Prijzen
Black Box Revelation heeft drie jaar op rij één of meer Music Industry Awards (MIA's) ontvangen:
- MIA's 2008: "Beste Doorbraak".
- MIA's 2009: "Beste Live-act".
- MIA's 2010: "Beste Live-act" en "Beste Rock/alternative".
- MIA's 2016: "Beste Alternative".

Verder ontvingen ze de TMF Award 2008 voor "Best Rock/Alternative"
Humo's Pop Poll Award 2010 voor beste groep nationaal.
De Cutting Edge Award 2010 voor beste concert nationaal: BBR op Lokerse feesten.

## Leden
- Jan Paternoster - gitaar en singer-songwriter (28 maart 1989) - studeerde aan het Sint-Niklaasinstituut in Anderlecht en begon nadien aan een opleiding kunstwetenschappen en archeologie die hij evenwel tijdelijk stopzette. Als muzikant was hij al solo actief tussen zijn tijd bij de The Mighty Generators en de oprichting van Black Box Revelation, en recenter bij een benefiet ten voordele van Steak Number Eight en een benefiet ten voordele van Music for life in de Bourlaschouwburg. Hij is de auteur (zowel tekst als muziek) van alle BBR-liedjes. Jan heeft Dilbeek verlaten en woont sinds 2010 in Antwerpen. Hij is een notoir fan van RSC Anderlecht. Hij is sinds 2019 gehuwd met Eva De Roo.
- Dries Van Dijck - drum (Dilbeek, 28 mei 1991) - was amper 14 toen hij zilver behaalde op Humo's Rock Rally in 2006.

## Discografie

### Albums
| Album met hitnotering(en) in de Vlaamse Ultratop 200 albums | Datum van verschijnen | Datum van binnenkomst | Hoogste positie | Aantal weken | Opmerkingen |
| ----------------------------------------------------------- | --------------------- | --------------------- | --------------- | ------------ | ----------- |
| Set your head on fire                                       | 05-11-2007            | 17-11-2007            | 19              | 102          |             |
| Silver threats                                              | 01-02-2010            | 06-02-2010            | 1(1wk)          | 45           |             |
| My perception                                               | 30-09-2011            | 08-10-2011            | 5               | 43           |             |
| Highway Cruiser                                             | 16-10-2015            | 24-10-2015            | 1(1wk)          | 57           |             |
| Highway Cruiser - live                                      | 30-09-2016            | 08-10-2016            | 30              | 23           |             |
| Tattooed Smiles                                             | 26-10-2018            | 03-11-2018            | 3               | 21           |             |
| Poetic Rivals                                               | 31-03-2023            | 08-03-2023            | 2               | 7            |             |

### Singles
| Single met hitnotering(en) in de Vlaamse Ultratop 50 | Datum van verschijnen | Datum van binnenkomst | Hoogste positie | Aantal weken | Opmerkingen             |
| ---------------------------------------------------- | --------------------- | --------------------- | --------------- | ------------ | ----------------------- |
| I think I like you                                   | 2008                  | 05-01-2008            | tip24           | -            |                         |
| Gravity blues                                        | 2008                  | 26-04-2008            | tip18           | -            |                         |
| Never alone / Always together                        | 2008                  | 27-12-2008            | 35              | 6            |                         |
| High on a wire                                       | 13-04-2009            | 13-06-2009            | tip5            | -            |                         |
| Do I know you                                        | 07-12-2009            | 13-02-2010            | 26              | 3            |                         |
| Sleep while moving                                   | 19-04-2010            | 29-05-2010            | tip11           | -            |                         |
| Love licks                                           | 16-08-2010            | 16-10-2010            | tip24           | -            |                         |
| Rattle my heart                                      | 23-05-2011            | 04-06-2011            | tip18           | -            |                         |
| My perception                                        | 05-09-2011            | 24-09-2011            | tip23           | -            |                         |
| Bitter                                               | 30-01-2012            | 18-02-2012            | tip34           | -            |                         |
| Skin                                                 | 2012                  | 19-05-2012            | tip35           | -            |                         |
| Sweet as cinnamon                                    | 10-09-2012            | 20-10-2012            | tip65           | -            |                         |
| Gloria                                               | 07-08-2015            | 15-08-2015            | tip12           | -            | feat. The Gospel Queens |
| Live forever                                         | 07-12-2015            | 12-12-2015            | tip9            | -            |                         |
| War horse                                            | 22-02-2016            | 05-03-2016            | tip5            | -            |                         |
| Pounding heart                                       | 04-07-2016            | 23-07-2016            | tip             | -            |                         |
| Highway cruiser                                      | 17-10-2016            | 05-11-2016            | tip             | -            |                         |
| Tattooed smiles                                      | 31-08-2018            | 08-09-2018            | tip4            | -            |                         |
| Blown away                                           | 23-11-2018            | 01-12-2018            | tip12           | -            |                         |
| Built to last                                        | 15-02-2019            | 02-03-2019            | tip32           | -            | feat. Seasick Steve     |